# Strmec Bukevski
Strmec Bukevski je naseljeno mjesto u Republici Hrvatskoj u Zagrebačkoj županiji. 

## Zemljopis
Nalazi se u Turopolju, a administrativno je u sastavu grada Velike Gorice. Proteže se na površini od 5,82 km². 

## Stanovništvo
Prema popisu stanovništva iz 2011. godine Strmec Bukevski ima 366 stanovnika koji žive u 114 domaćinstava. Gustoća naseljenosti iznosi 63 st./km².
| broj stanovnika | 280   | 349   | 338   | 425   | 464   | 554   | 510   | 491   | 492   | 497   | 464   | 435   | 380   | 355   | 390   | 366   | 378   |
|                 | 1857. | 1869. | 1880. | 1890. | 1900. | 1910. | 1921. | 1931. | 1948. | 1953. | 1961. | 1971. | 1981. | 1991. | 2001. | 2011. | 2021. |